# Aeroportul Brigadier Hector Eduardo Ruiz
Aeroportul Brigadier Hector Eduardo Ruiz (IATA: CSZ, ICAO: SAZC) este un aeroport din Buenos Aires, Argentina ce deservește zona Coronel Suárez.
Situat la o altitudine de 232 m, aeroportul dispune de o singură pistă.